# Томас Чарлс Бриджес
Томас Чарлс Бриджес (на английски: Thomas Charles Bridges) е британски журналист и писател на произведения в жанра приключенски роман, драма, научна фантастика и детска литература, предимно за юношеската аудитория, и документалистика. Пише под псевдонимите Т. C. Бриджес (на английски: T. C. Bridges), Кристофър Бек (на английски: Christopher Beck), Джон Н. Стантон (John N. Stanton) и Мартин Шоу (Martin Shaw).

## Биография и творчество
Томас Чарлс Бриджес е роден на 22 август 1868 г. в Банере де Бигор, От Пирене, Франция, в семейството на Чарлз Бриджис и Луси Гифорд. Израства в Англия. Баща му е духовник, който иска синът му да се включи в духовенството. Учи в колежа интернат „Марлборо“, Уилтшър.
През 1886 г. имигрира във Флорида, САЩ. Там прави неуспешен опит да стане производител на портокали. Завръща се в Англия през 1894 г. практически без пари. Решава да опита силите си в журналистиката и пише статии за риболова за списание „The Field“. Скоро след това работи като писател на свободна практика за много различни списания и вестници като „Boys Realm“, „Magnet“, „Union Jack“ и „Modern Boy“. Включва се като подредактор в екипа на седмичника „Answers“, където работи в продължение на около четири години, преди да подаде оставка, за да се концентрира върху писателската си кариера.
В началото на 1900 г. Бриджис и съпругата му Нора Кристин Доутън, за която той се жени през 1899 г., отиват да живеят в Дартмур, Корнуол, само на две мили от прословутия затвор „Принстън“. Много от историите му, които пише там, включват затвори и техните затворници, като пример е трилърът му за Секстън Блейк „Ten Years' Penal Servitude“.
Първият му разказ за юноши е публикуват през 1902 г., след който получава поръчка да напише сеарилизиран роман. Резултатът е романът „Paddy Leary's Schooldays“ (Учебните дни на Пади Лири), който е история за приключенията на австралийско момче в английско държавно училище. След успеха му пише още няколко продължения със същите герои.
Редица от творбите му са романи за „изгубената цивилизация“. В романа „Чудните приключения на Мартин Крузо“ от 1920 г. описва земя, населена от потомци на оцелелите от Атлантида. Романът „Men of the Mist“ (Човек в мъглата) от 1922 г. е история в регион на Аляска, където са оцелели праисторически същества. В „The People of the Chasm“ (Народът на пропастта) от 1923 г., който пише под псевдонима Кристофър Бек, включва чудовищни насекоми, гигантски маймуни и скандинавци, живеещи в умерена зона близо до Северния полюс. Романът му „The City of No Escape“ (Градът без изход) е разположен в изгубен свят, обитаван от роботоподобни същества. В научнофантастичния роман „The Death Star“ (Звездата на смъртта) от 1940 г. е история за опустошената и обезлюдена от ужасно смущение в Слънчевата система Земя, и за приключенията на седмина мъже, които пътуват в дирижабъл на бъдещето.
Голямата част от произведенията му се издават като сериализация във вестници и списания. Творбите му често се синдикират за публикуване в други страни, особено в Австралия. Част от произведенията му са публикувани посмъртно.
Томас Чарлс Бриджес умира на 26 май 1944 г. в Торки, Девън, Англия.

## Произведения
частично представяне

### Като Т. C. Бриджес

#### Самостоятелни романи и новели
- Sins of the Sea (1914)
- With Beatty In The North Sea (1917)
- The Secret of the Waters (1917)
Тайната на Саргасовото море, изд. „Жеко Маринов“ (1934), прев. Любен Велчев
- Martin Crusoe: A Boy's Adventure on Wizard Island (1920)
Чудните приключения на Мартин Крузо, изд. „Любен Велчев“ (1946), изд. „Евразия“ (1992), прев. Ясен Ясенов
- The Hidden City (1923)
Тайната на изгубения град, изд. „Жеко Маринов“ (1934), изд. „Световна библиотека“ (2016), прев. Жеко Маринов
- Men of the Mist (1922)
- The City of No Escape (1925)
- The Secret of Sevenstones Key (1928)
- Sons of the Air (1929)
- The Little Admiral (1930)
Малкият адмирал, изд. „Жеко Маринов“ (1936), прев. Жеко Маринов
- The Motor-car Mystery (1933)
- The Lone Hand (1934)
- Mountains of the Moon (1935)
- Wardens of the Wild (1937)
- The Death Star (1940)
- Stories from the Sky (1941)
- The Girl from Golden (1943)
- Look Up Your Atlas (1943)
- Escape (1945)
- Christine (1945)
- Marlow of the Mounted (1946)
- Watching Eyes (1946)
- Better than Gold (1948)
- Peggy's Guilt (1948)
- The Vamp (1948)

#### Серия „Пади Лиъри“ (Paddy Leary)
1. Paddy Leary's Schooldays (1# 903)
2. Paddy Leary, Millionaire (1903 – 1904)
3. Paddy Leary's Brother (1908)

Серия „Крила на приключенията“ (Wings of Adventure) – сериализация в списание „Странд“
1. The Romance of Lost Mines (1906)
2. The Games of Animals (1906)
3. Six Days in a Swamp (1906)
4. Curiosities of Compensation (1906)

#### Серия „Историята на живота на една катерица“ (The Life Story of a Squirrel) – сериализация в списание „Макмилан“
1. The Romance of Treasure Hunting (1907)
2. The Romance of Modern Smuggling (1907)

#### Серия „Секстън Блейк“ (Sexton Blake)
1. Ten Years' Penal Servitude (1911)
2. The Crime on the Moor (1935)

#### Сборници
- The T. C. Bridges Adventure Book (1933)

#### Документалистика
- Blackmailers and Their Victims (1907)
- Battles with Big Fish (1915)
- About Prisoners (1923)
- Brains That Baffled Burglars (1924)
- Florida to Fleet Steet (1926) – автобиография
- The Book of Discovery (1935)
- The Book of the Sea (1935)
- The Book of Invention (1936)

### Като Кристофър Бек

#### Самостоятелни романи
- Strong-Hand Saxon	(1910)
- The Crimson Airplane (1913)
- Sons of the Sea (1914)
- The Secret of the Waters (1917)
- The Brigand of the Air (1920)
- The People of the Chasm (1923)
- The River Riders (1924)

#### Документалистика
- Insurance Swindlers (1907)
- Trifles and Tragedies (1908)

### Други на български език
- Пътуване в неизвестност, изд. „Жеко Маринов“ (1934), прев. Жеко Маринов
- Цепелинът на отмъщението, изд. „Жеко Маринов“ (1934), прев. Любица Попова, Жеко Маринов